# بخش مورگان (شهرستان اشتابولا، اوهایو)
بخش مورگان (به انگلیسی: Morgan Township) یک منطقهٔ مسکونی در ایالات متحده آمریکا است که در شهرستان آشتابولا، اوهایو واقع شده است. بخش مورگان ۶۲٫۷ کیلومتر مربع مساحت و ۲٬۱۷۰ نفر جمعیت دارد و ۲۴۸ متر بالاتر از سطح دریا واقع شده است.